# دوري جزر توركس وكايكوس لكرة القدم 2017
دوري جزر توركس وكايكوس لكرة القدم 2017 هو موسم من دوري جزر توركس وكايكوس لكرة القدم. فاز فيه Beaches FC ‏.